# 廣東鳳尾蘚
廣東鳳尾蘚（学名：Fissidens guangdongensis）为鳳尾蘚科鳳尾蘚屬下的一个种。其种加词“guangdongensis”意为“广东的”。